# پروانه ببری
پروانه ببری (نام علمی: Danaus ismare) از گونه‌های آسیایی جنوب‌شرقی است که در سال ۱۷۸۰ توصیف علمی شد. زیستگاه این پروانه مناطق استوایی اندونزی است.